# Specs Powell
Gordon „Specs“ Powell (* 5. Juni 1922; † 15. September 2007) war ein US-amerikanischer Jazz-Schlagzeuger des Swing und Bop.
Powell spielte anfangs neben Schlagzeug auch Klavier in seiner eigenen Combo, wechselte dann aber Ende der 1930er Jahre ganz zum Schlagzeug. Er spielte zunächst mit eigenem Ensemble (1938) und danach mit Edgar Hayes (1939), Eddie South (1939/1940), dem John Kirby Sextett (1941/1942), Benny Carter (1941/1942) und Ben Webster. Ab 1943 war er als erster Afroamerikaner Studiomusiker bei CBS, von 1947 bis 1972 war er Mitglied des Ray Bloch Orchestra, mit dem er in den Fernsehshows von Ed Sullivan und Jackie Gleason auftrat. Bei CBS wirkte Powell bei Aufnahmen u. a.  von Alfredo Antonini, Frank Sinatra, Harry Belafonte, Carroll Burnet, Melba Moore und Barbra Streisand mit. Daneben spielte er aber weiter Jazz, z. B. mit Benny Goodman 1944, dem Red Norvo Sextett 1944/1945, Mildred Bailey, Clyde Hart, Billie Holiday, Erroll Garner und im Trio mit Teddy Wilson. Seine einzige Aufnahme unter eigenem Namen spielte er 1957 für Roulette ein. 